# Oligotrema unigonas
Oligotrema unigonas är en sjöpungsart som först beskrevs av Monniot 1974.  Oligotrema unigonas ingår i släktet Oligotrema och familjen Hexacrobylidae. Inga underarter finns listade i Catalogue of Life.